# 126 Batalion Kozacki
126 Batalion Kozacki (niem. Kosaken-Bataillon 126, ros. 126-й казачий батальон) – oddział wojskowy Wehrmachtu złożony z Kozaków podczas II wojny światowej.
Batalion został sformowany jesienią 1942 r. przy sztabie 126 Dywizji Piechoty gen. Harry’ego Hoppe. Składał się z czterech kompanii. Działał w rejonie Kirowohrad – Dniepropietrowsk. Na pocz. 1943 r. podporządkowano go 1 Armii Pancernej Grupy Armii „Południe”. W maju tego roku batalion został rozwiązany.